# 篠原尚之
篠原 尚之（しのはら なおゆき、1953年（昭和28年）2月8日 - ）は、日本の元財務官僚。元国際通貨基金副専務理事。

## 人物
山梨県出身。甲府第一高校、東京大学経済学部卒業。小宮隆太郎のゼミで国際金融などを学ぶ。
1975年に大蔵省入省。2007年から2年間、財務官を務め、G7財務大臣中央銀行総裁会議の議長国（2008年）として、またリーマン・ショック（2008年9月）への対応などに当たった。2009年2月14日、中川昭一財務大臣兼金融担当大臣（肩書きは当時、以下同）のローマで行われたG7の財務大臣・中央銀行総裁会議後の朦朧記者会見時に同席していた。
財務省退官の後、2010年から5年間、IMF（国際通貨基金）副専務理事として欧州債務危機等に対応した。2015年6月、三菱重工業取締役。2015年7月、東京大学政策ビジョン研究センター（現東京大学未来ビジョン研究センター）教授。2015年11月、メディア工房監査役。

## 略歴

### 学歴
- 1971年3月 - 山梨県立甲府第一高等学校卒業
- 1975年3月 - 東京大学経済学部卒業
- 1979年6月 - プリンストン大学ウッドロー・ウィルソン・スクール修士課程修了（MPA）

### 職歴
- 1975年4月 - 大蔵省入省（大臣官房文書課）
- 1977年4月 - 米国留学（プリンストン大学）
- 1979年7月 - 銀行局総務課企画係長[2]
- 1981年7月 - 成田税務署長
- 1982年7月 - 国際金融局調査課 課長補佐
- 1983年6月 - 国際金融局短期資金課 課長補佐（特別会計）[3]
- 1985年9月 - 国際金融局付（ハーバード大学国際問題研究所アソシエート）
- 1986年7月 - 国際金融情報センターワシントン事務所長
- 1988年6月 - 銀行局特別金融課 課長補佐（総括・特別銀行）[4]
- 1989年7月 - 銀行局調査課 課長補佐
- 1990年7月 - 財政金融研究所総括主任研究官 兼 埼玉大学客員教授
- 1991年6月 - 大臣官房企画官 兼 国際金融局開発機関課
- 1992年7月 - 大臣官房企画官 兼 国際金融局総務課
- 1993年7月 - 主計局 主計企画官（財政計画担当）
- 1994年7月 - 主計局 調査課長
- 1995年7月 - 主計局主計官（文部・科学技術・文化担当）
- 1996年7月 - 国際金融局 国際機構課長
- 1997年7月 - 国際金融局 開発政策課長
- 1998年6月 - アジア開発銀行理事
- 2001年7月 - 国際局 総務課長
- 2002年7月 - 官房審議官（大臣官房担当）
- 2003年1月 - 官房審議官（国際局・主税局担当）
- 2005年10月 - 国際局次長
- 2006年7月 - 国際局長
- 2007年7月 - 財務官
- 2009年7月 - 財務省顧問
- 2010年2月 - 国際通貨基金（IMF）副専務理事
- 2015年6月 - 三菱重工業社外取締役
- 2015年7月 - 東京大学政策ビジョン研究センター（現東京大学未来ビジョン研究センター）教授
- 2015年11月 - メディア工房社外監査役

## 発言
- 2014年の消費税率8%引き上げについて「大変結構でG20でも歓迎される」と評価している[5]。

## 評価
- 「時に無愛想ともとれる面持ちで黙々と目の前の仕事をこなしていくうちに、付いたあだ名が”眠狂四郎”だ。1997年7月には途上国担当の課長としてタイのバーツ危機を経験した。」（日本経済新聞2007年7月12日）
- 「財務官時代は危機対応に追われた2年間だった。その間、日本の金融当局の代表として国際的な財政・金融政策の協調に向けた折衝の最前線に立った。IMFの資金基盤の拡充やチェンマイ・イニシアティブの強化などに貢献した。」（日本経済新聞2009年7月14日）
- 「2010年3月、世界金融危機のさなかに就任した篠原氏は、（中略）IMFの資金基盤を5000億ドル以上拡充するという取り組みに貢献した。（中略）また、IMFの融資制度の広範な改革の責任者としても手腕を発揮した。（中略）ラガルド専務理事は『篠原氏は、その優れた能力と鋭い洞察力をもって、IMFの危機対応に尽力し、そして総合的に我々のグローバルな加盟国との関係強化に貢献した。我々すべてから退任が惜しまれる存在である』と述べた。」（IMFプレスリリースNo.15/03 2015年1月14日）
- 「榊原英資氏や日銀総裁の黒田東彦氏ら前任者に比べ、慎重で派手さを嫌う財務官だった。淡々とした筆致で「次の危機」に際し、教訓となりうる交渉の舞台裏を書き連ねた。」（日本経済新聞2018年3月17日 著書「リーマン・ショック 元財務官の回想録」の書評）

## 著書・寄稿など
- 『リーマン・ショック 元財務官の回想録』（毎日新聞出版社、2018年2月）【書評の掲載は、日本経済新聞2018年3月17日、読売新聞2018年4月22日など】
- 『新興国経済の課題（下）　国際通貨へ市場の厚みを』「経済教室」（日本経済新聞2011年10月27日）
- 『人民元SDR構成通貨に（上）国際金融体制の変革象徴』「経済教室」（日本経済新聞2015年12月16日）
- 『リーマン危機１０年（下）　自国優先抑制の効用証明』「経済教室」（日本経済新聞2018年9月14日）
- 『世界経済のメガトレンドーミニトレンド』「公研セミナー」（公研 No.609 2014年5月）
- "Abenomics at the Crossroads" NHK World Global Agenda (2016年10月30日）

## 同期入省
| 氏名     | 出身大学     | 配属先                 | 職歴 |
| -------- | ------------ | ---------------------- | --- |
| 有地浩   | 東大法卒     | 主税局国際租税課       | FP技能士、日本決済情報センター代表取締役社長、国際金融公社東京駐在特別代表 名古屋国税局長、札幌国税局長、中国財務局長                                                                                 |
| 勝栄二郎 | 東大法卒     | 主税局国際租税課       | IIJ代表取締役社長、同社特別顧問 第9代財務事務次官、主計局長、大臣官房長、理財局長、大臣官房総括審議官                                                                                                 |
| 加藤治彦 | 東大法卒     | 証券局総務課           | トヨタ常勤監査役、証券保管振替機構取締役兼代表執行役社長、同社代表取締役社長 第41代国税庁長官、主税局長、国税庁次長、大臣官房審議官（主税局担当）                                                     |
| 倉川茂行 | 東大法卒     | 主計局総務課           | 主計局主計官補佐（通商産業第一、二係主査） |
| 篠原尚之 | 東大経済卒   | 大臣官房文書課         | 東京大学政策ビジョン研究センター教授、国際通貨基金（IMF）副専務理事 第18代財務官、国際局長、国際局次長                                                                                                |
| 高橋毅   | 一橋大経済卒 | 国際金融局国際機構課   | 国際交流基金参与、米州開発銀行理事 公正取引委員会事務総局官房審議官（国際担当）、大阪税関長、米州開発銀行駐日事務所長、アジア開発銀行予算人事局長                                                     |
| 外山秀行 | 東大法卒     | 主計局総務課           | 弁護士、東京大学公共政策大学院非常勤講師 内閣法制局第三部長、内閣法制局第四部長 |
| 南木通   | 東大法卒     | 銀行局金融制度調査官付 | 弁護士 独立行政法人国立印刷局理事長、東京税関長、日本道路公団理事、東海財務局長 |
| 西原政雄 | 東大法卒     | 理財局国有財産総括課   | 全国地方銀行協会副会長 金融庁証券取引等監視委員会事務局長、金融庁監督局長、金融庁検査局長 |
| 二宮洋二 | 一橋大経済卒 | 主計局調査課           | 佐賀共栄銀行代表取締役頭取、地方公共団体金融機構理事、放送大学学園理事 国土交通省大臣官房審議官、神戸税関長、大臣官房参事官（大臣官房担当）、北海道財務局長                                           |
| 浜田恵造 | 東大法卒     | 大臣官房調査企画課     | 第6代香川県知事 東京税関長、税務大学校長、内閣府地方分権改革推進会議事務局次長、東海財務局長 理財局総務課長                                                                                           |
| 村瀬吉彦 | 東大法卒     | 大臣官房文書課         | 日本地震再保険代表取締役会長、日本政策金融公庫代表取締役専務、国民生活金融公庫理事 東京国税局長、内閣府政策統括官（経済社会システム担当）、内閣府大臣官房審議官（経済財政 - 運営担当） 主計局総務課長 |